# 伊尔松站
伊尔松站，是法国的一个铁路车站，位于法国城市伊尔松。

## 位置
伊尔松站位于伊尔松市区的南部。车站大致呈西南-东北走向，开口朝西北。伊尔松站原为一个重要的法国车站，其所在的铁路线是巴黎前往比利时方向的重要通道；但随着人口的流失和交通工具多样化的发展，伊尔松站的旅客数量逐年下降，前往比利时方向的铁路也随之关闭，现伊尔松站为一个区域性的铁路枢纽，有三个不同方向的铁路。

## 设施
伊尔松站设有人工售票窗口，其开放时间如下：
- 周一：6:30~13:30
- 周二至五：7:00~11:45和13:45~16:40
- 周六：9:30~12:25和13:45~16:40
- 周日：13:40~19:00

此外，伊尔松站还设有TER列车自动售票机。站前设有社会车辆停车场。2014年新增了无障碍设施。

## 停靠线路
以下列车线路在伊尔松站停靠：
| 伊尔松站列车线路表              |              |                         |                          |              |
| 线路                            | 车种         | 上一站                  | 下一站                   | 大致运行频率 |
| 里尔/欧勒努瓦—沙勒维尔-梅济耶尔 | INTERCITÉS   | 阿诺尔                  | 里阿尔/沙勒维尔-梅济耶尔 | 每天1~2趟    |
| 里尔/瓦朗谢讷/欧勒努瓦—伊尔松   | 法国大区列车 | 阿诺尔                  | （终点）                 | 每天5趟左右  |
| 伊尔松—沙勒维尔-梅济耶尔        | 法国大区列车 | （起点）                | 里阿尔/沙勒维尔-梅济耶尔 | 每天5趟左右  |
| 拉昂—伊尔松                     | 法国大区列车 | 维尔旺/欧里尼昂蒂耶拉什 | （终点）                 | 每天4趟左右  |
| 拉昂—欧勒努瓦                   | 法国大区列车 | 欧里尼昂蒂耶拉什        | 伊尔松学校               | 每天2趟左右  |
| 1.                              |              |                         |                          |              |

## 配套交通

### 长途客车
| 停靠伊尔松站的大巴车 |          |                                                                              |
| 上下车地点           | 运营单位 | 主要目的地                                                                   |
| 伊尔松站门口         | SNCF     | 拉昂（当某条铁路线施工或罢工时，SNCF可能也会提供途径该线路沿途站点的大巴车） |
| 1. 2.                |          |                                                                              |

### 市内交通
伊尔松站附近暂无常规城市公共交通线路。

## 临近车站
| 伊尔松站（Gare d'Hirson）      |                    |          |
| 上行车站                       | 线路               | 下行车站 |
| 欧里尼昂蒂耶拉什站             | 巴黎－伊尔松铁路   | （终点） |
| 伊尔松学校站                   | 里尔－蒂永维尔铁路 | 里阿尔站 |
| - 本表仅显示运营中的线路及车站 |                    |          |